# Toyokuni

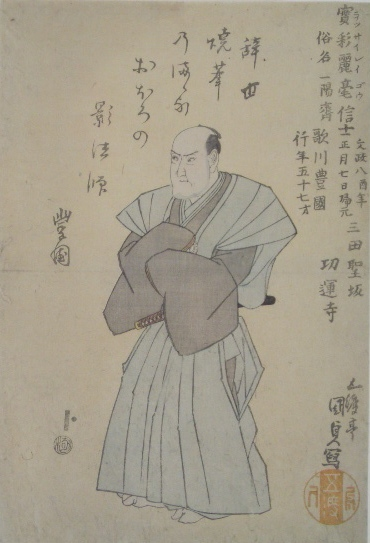
Ritratto di Toyokuni I, Kunisada, 1825

Utagawa Toyokuni (in giapponese 歌川豊国; Edo, 1769 – Edo, 24 febbraio 1825) è stato un pittore giapponese, grande maestro di ukiyo-e, conosciuto in particolare per le sue stampe di Kabuki. La scuola Utagawa raggiungerà il vero successo con l’opera di Toyokuni, il quale, pur mantenendo la tradizione della scuola, si dedicherà ai soggetti teatrali e alle stampe di bijinga.

## Biografia
Nacque a Edo, figlio di Kurohashi Gorobei, un intagliatore di bambole e marionette, tra repliche di attori Kabuki. Toyokuni fu apprendista del primo capo della casa Utagawa, Utagawa Toyoharu, che il padre conosceva bene e che abitava nelle vicinanze, a circa 14 anni. Uno dei suoi compagni apprendisti era Toyohiro, la cui pupilla era il grande paesaggista Hiroshige. In riconoscimento della sua abilità artistica, Toyokuni prese il nome di Utagawa Toyokuni, nella pratica comune di utilizzare una sillaba del maestro in nome suo, poco tempo dopo.
Era conosciuto soprattutto per le sue stampe relative al teatro Kabuki, in particolare per i suoi ritratti di attori.
Si dice di Toyokuni che ricreava esattamente ciò che vedeva sul palco: gli attori agiscono.
Insieme, queste caratteristiche hanno reso Toyokuni popolare tra la folla dei frequentatori del teatro Sharaku.
Questa popolarità è stata in parte una sua rovina. Dal 1803 al il 1817, il suo lavoro divenne più statico.
Morì a Edo, circondato da molti dei suoi allievi, nel 1825.